# Michael Schlierf

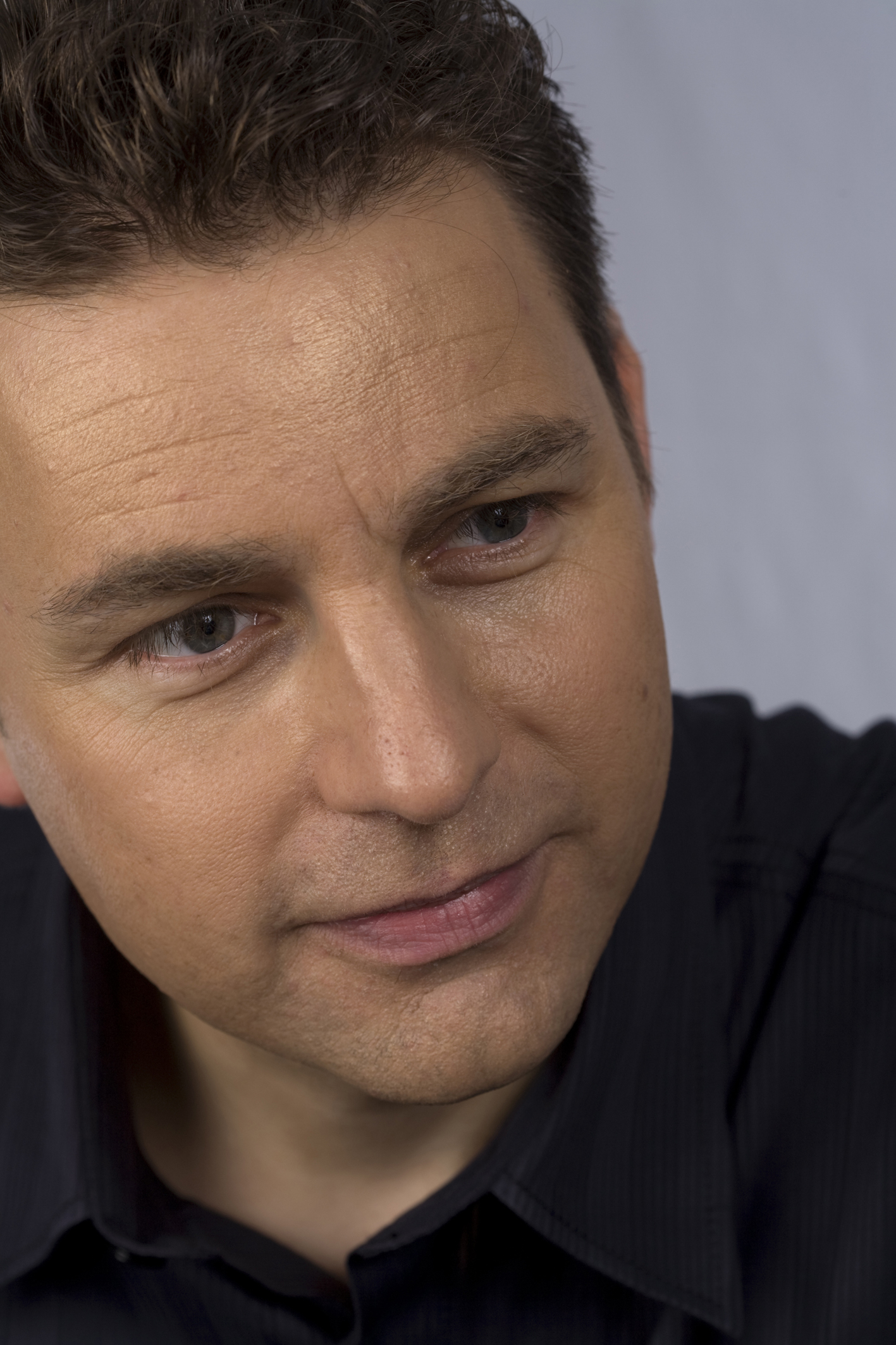
Michael Schlierf, 2007

Michael Schlierf (* 17. März 1965) ist ein deutscher Pianist, Komponist, Arrangeur und Musikproduzent.

## Leben
Schlierf spielt seit seinem fünften Lebensjahr Klavier. Er begann zunächst eine klassische Ausbildung, entschied sich dann jedoch für eine Ausbildung als Jazzpianist. Ab 1985 studierte er Jazz und Popularmusik an der Hochschule für Musik und Darstellende Kunst Stuttgart.
Schlierf arbeitete mit dem damaligen SDR Südfunk-Tanzorchester (später SWR Big Band) unter Leitung von Erwin Lehn. Er begleitete Klaus Graf, Bill Ramsey, Gloria Gaynor, Roberto Blanco, Caterina Valente und spielte bei „Wetten dass..?“ zu Johannes Heesters 100. Geburtstag.
Ab 1992 absolvierte er ein dreijähriges Studium an der Bibelschule Glaubenszentrum Bad Gandersheim. Seit dieser Zeit wirkt er in verschiedenen christlichen musikalischen Projekten mit und arbeitete unter anderem mit Don Potter, Cae Gauntt, Lothar Kosse, Albert Frey, Déborah Rosenkranz, Angela Gerhold, Beate Ling, Sarah Kaiser und Andreas Malessa zusammen – teilweise bis heute.
2008 trat Schlierf beim ICCC in Jerusalem auf. Seit 2015 ist er regelmäßig an der musikalischen Umrahmung von Veranstaltungen des ICEJ bei Holocaust-Gedenktagen und Gottesdiensten in Stuttgart beteiligt.
2009 produzierte er mehrere Filmmusiken. Er arbeitete als musikalischer Berater für den Fernsehgottesdienst Stunde des Höchsten mit den Zieglerschen e. V. zusammen, die über Bibel TV ausgestrahlt werden.
2011 war er Pianist der Nostalgiekonzertreihe Unvergessen – Lieder, die bleiben des ERF und Gerth Medien. Ebenfalls als Pianist war er 2013 bei der Veranstaltung ProChrist in der Porsche-Arena in Stuttgart beteiligt. 2019 war er als Pianist beim Kongress christlicher Führungskräfte in Karlsruhe. Als Pianist war er bei Hour of Power mit Bobby Schuller 2019 in Deutschland und 2023 in der Schweiz engagiert.
Während der Corona-Pandemie in Deutschland baute er die Videoarbeit aus, zuerst mit Open-Air-Aufnahmen mit Flügel im Wald, dann richtete Schlierf im eigenen Studio seine Aufnahmetechnik mit vier Kameras ein. Es entstanden dort zahlreiche Aufnahmen – von Popsong-Arrangements (Piano-Herbstkalender), Advents- und Weihnachtsliedern bis zum MasterClass-Workshop für die Klavier-Interpretation von „Worship-Songs“.
Mit Klaus Graf tritt er regelmäßig für Jazz im Wald am Haus des Waldes auf. 2023 hielt Schlierf zusammen mit Klaus Graf auch einen Vortrag bei der IBM zum Thema „Wann wird Künstliche Intelligenz (KI) einen Grammy Award gewinnen?“
Im Herbst 2024 veröffentlichte er das Album sowie ein dazugehöriges Soloprogramm mit dem Titel Zuversicht.

## Privates
Schlierf ist verheiratet, hat zwei Töchter und wohnt mit seiner Frau in Eberdingen bei Stuttgart.

## Veröffentlichungen
Eigene Tonträger
- 2024: White Christmas (Piano Solo)
- 2024: Zuversicht (Piano Solo)
- 2017: Land in Sicht (Piano Solo)
- 2013: Ruheräume (eine Klangreise in die Entspannung)
- 2011: Clouds And Silver Linings (Klavier + kleines klassisches Orchester, Stockfisch Records)
- 2009: Ruhe finden, Musik und Lyrik mit Andreas Malessa
- 2005: Facing (5 Musiker, 20 Instrumente)
- 2002: Inspirations (Piano Solo)

Musikdrucke
- Musiktheorie, Handbuch
- Piano Solos Vol. 1–4, Notenhefte
- Clouds And Silver Linings, Notenheft
- Land in Sicht, Notenheft

Sonstige Tonträger
- 2023: You Must Believe in Spring (mit Klaus Graf)
- 2022: Zeichen auf dem Weg (mit Beate Ling), SCM Hänssler
- 2018: Feiert Jesus! Pure Piano (Piano Solo), SCM Hänssler
- 2017: Leben atmen (mit Beate Ling), SCM Hänssler
- 2016: Königskinder (mit Katharina Neudeck)
- 2014: Lieblingslieder (mit Beate Ling)
- 2014: Father’s Wonderland (Angela Gerhold & The Groove Convention)
- 2012: Inselzeiten (mit Beate Ling)
- 2010: Befiehl du deine Wege (Querflöte und Klavier mit Heike Wetzel), Gerth Medien
- 2009: Wunderbarer Hirt (Lothar Kosse Band, Sampler)
- 2008: Wortweltenwanderer – Christoph Zehendner
- 2008: Play Like David (Sampler aus Facing), Gerth Medien
- 2007: Tresore – Lehmann Schwestern
- 2007: Du Bist (Lothar Kosse Band)
- 2005: Zu den Füßen Jesu (mit Gaetan Roy), Gerth Medien
- 2005: Feiert Jesus! On The Piano 2 (Piano Solo)
- 2005: 21 Stimmen für Johannes, Deutsche Bibelliga
- 2004: Zieh mich höher (Lothar Kosse Band)
- 2004: Feiert Jesus! On The Piano 1 (Piano Solo)
- 2004: Feiern & loben, Hänssler Verlag
- 2003: Andreas Malessa – gesungen von …
- 1999: Die Kraft und die Herrlichkeit (Glaubenszentrum Bad Gandersheim)
- 1998: Von Mann zu Mann (mit Don Newby), Gerth Medien
- 1998: Herr der Ernte (Glaubenszentrum Bad Gandersheim)
- 1997: Für das Lamm (Glaubenszentrum Bad Gandersheim)
- 1996: Die Fackel brennt (Glaubenszentrum Bad Gandersheim)
- 1995: Fels der Zeiten (Glaubenszentrum Bad Gandersheim)
- 1994: Jesus wir gehören dir (Marsch für Jesus Olympiastadion Berlin)